# جيولوجيا طاجيكستان
تشمل جيولوجيا طاجيكستان ما يقرب من 90 في المائة من المناظر الطبيعية الجبلية. يعد المنخفض الطاجيكي في الغرب هو الأرض المنخفضة الوحيدة في البلاد بأكملها. تعد جبال ترانس آلاي امتدادًا لجبال تيان شان في الشرق. على النقيض من ذلك، فإن جبال بامير هي منطقة هضاب عالية الارتفاع يزيد ارتفاعها عن ستة كيلومترات فوق مستوى سطح البحر، وتمتد لمسافة 400 كيلومتر في 225 كيلومترًا. جبال بامير عبارة عن أحزمة تكتونية، تنضم إليها سمات الخيوط وتتجه من صخور حقبة الحياة القديمة في الشمال إلى صخور حقبة الحياة الحديثة في الجنوب.
يحمل المنخفض الطاجيكي الصخور الرسوبية تصل إلى سمك ستة كيلومترات، بما في ذلك طبقة بسمك 700 متر من ملح العصر الجوراسي، تعلوها طبقة سميكة بالرواسب الكوارتزية من العصر الطباشيري  بسمك واحد كيلومتر  وتسلسل صخور الكربونات المتبخرات والسجيل بسمك كيلومترين من العصر الطباشيري إلى العصر الأوليغوسيني. لقد شوهت الطيات والضغطات جميع صخور المنخفض الطاجيكي فوق الأملاح الجوراسية. طاجيكستان نشطة للغاية من الناحية الزلزالية، بسبب الارتفاع المستمر والتشوه وانهيار القشرة القارية الأوراسية على بعد 300 كيلومتر تحت جبال بامير.